# Джейден Шварц
Джейден Шварц (англ. Jaden Schwartz; нар. 25 червня 1992, Мелфорт) — канадський хокеїст, центральний нападник, крайній нападник клубу НХЛ «Сіетл Кракен». Гравець збірної команди Канади.
Володар Кубка Стенлі.

## Ігрова кар'єра
Хокейну кар'єру розпочав 2008 року виступами за клуб «Нотр Дам Хаундс» (СМХЛ). Наступного сезону захищав кольори команди «Трі-Сіті Шторм» (ХЛСШ).
2010 року був обраний на драфті НХЛ під 14-м загальним номером командою «Сент-Луїс Блюз».
22 січня 2008 року Шварц, хоч і був задрафтований командою НХЛ але підписав контракт з університетською командою «Колорадський коледж».
12 березня 2012 року Джейден вирішив відмовитися від своїх останніх двох років участі в НКАА і підписав трирічний контракт з клубом НХЛ «Сент-Луїс Блюз». Після того як Енді Мак-Дональд отримав травму плеча Шварца викликали до основи «блюзменів». 17 березня 2012 року дебютував у матчі проти «Тампа-Бей Лайтнінг» в одній ланці разом із Джеймі Лангенбраннером та Патріком Берглундом. На 19:24 хвилині першого періоду Шварц закинув свою першу шайбу, добивши її після відскоку у ворота, які захищав Двейн Ролосон.
Під час локауту в сезоні 2012–13 нападник виступав за команду АХЛ «Пеорія Райвермен».
27 вересня 2014 року Шварц погодився продовжити контракт із «синіми» на два роки. Після від'їзду Владіміра Соботки до омського «Авангарду» Джейден змінив свій 9-й номер на 17-й.
23 жовтня 2015 року, відразу після початку сезону 2015-16, Шварц отримав травму щиколотки під час тренування. 15 липня 2016 сторони уклали новий п'ятирічний контракт. 29 вересня 2016 року перед початком наступного сезону Шварц знову отримав травму, цього разу ліктя, під час тренувального збору.
У сезоні 2018–19 Джейден відзначився двома хет-триками в плей-оф, став лідером клубу за кількістю голів у плей-оф, 12, а також зробив 8 результативних передач. Разом із командою здобув Кубок Стенлі.
28 липня 2021 року Шварц, як вільний агент підписав контракт з клубом НХЛ «Сіетл Кракен».
Був гравцем молодіжної збірної Канади, у складі якої брав участь у 18 іграх. Гравець збірної команди Канади.

## Нагороди та досягнення
- Володар Кубка Стенлі — 2019.

## Статистика

### Клубні виступи
| Сезон        | Клуб                | Ліга         | Регулярний сезон | Регулярний сезон | Регулярний сезон | Регулярний сезон | Регулярний сезон | Плей-оф | Плей-оф | Плей-оф | Плей-оф | Плей-оф |
| Сезон        | Клуб                | Ліга         | І                | Г                | П                | О                | ШХ               | І       | Г       | П       | О       | ШХ      |
| ------------ | ------------------- | ------------ | ---------------- | ---------------- | ---------------- | ---------------- | ---------------- | ------- | ------- | ------- | ------- | ------- |
| 2008–09      | «Нотр Дам Хаундс»   | СМХЛ         | 46               | 34               | 42               | 76               | 15               | —       | —       | —       | —       | —       |
| 2009–10      | «Трі-Сіті Шторм»    | ХЛСШ         | 60               | 33               | 50               | 83               | 18               | 3       | 3       | 0       | 3       | 0       |
| 2010–11      | Колорадський коледж | НКАА         | 30               | 17               | 30               | 47               | 22               | —       | —       | —       | —       | —       |
| 2011–12      | Колорадський коледж | НКАА         | 30               | 15               | 26               | 41               | 18               | —       | —       | —       | —       | —       |
| 2011–12      | «Сент-Луїс Блюз»    | НХЛ          | 7                | 2                | 1                | 3                | 0                | —       | —       | —       | —       | —       |
| 2012–13      | «Пеорія Райвермен»  | АХЛ          | 33               | 9                | 10               | 19               | 14               | —       | —       | —       | —       | —       |
| 2012–13      | «Сент-Луїс Блюз»    | НХЛ          | 45               | 7                | 6                | 13               | 4                | 6       | 0       | 1       | 1       | 2       |
| 2013–14      | «Сент-Луїс Блюз»    | НХЛ          | 80               | 25               | 31               | 56               | 27               | 6       | 1       | 2       | 3       | 0       |
| 2014–15      | «Сент-Луїс Блюз»    | НХЛ          | 75               | 28               | 35               | 63               | 16               | 6       | 1       | 2       | 3       | 0       |
| 2015–16      | «Сент-Луїс Блюз»    | НХЛ          | 33               | 8                | 14               | 22               | 8                | 20      | 4       | 10      | 14      | 6       |
| 2016–17      | «Сент-Луїс Блюз»    | НХЛ          | 78               | 19               | 36               | 55               | 18               | 11      | 4       | 5       | 9       | 2       |
| 2017–18      | «Сент-Луїс Блюз»    | НХЛ          | 62               | 24               | 35               | 59               | 26               | —       | —       | —       | —       | —       |
| 2018–19      | «Сент-Луїс Блюз»    | НХЛ          | 69               | 11               | 25               | 36               | 16               | 26      | 12      | 8       | 20      | 2       |
| 2019–20      | «Сент-Луїс Блюз»    | НХЛ          | 71               | 22               | 35               | 57               | 18               | 9       | 4       | 0       | 4       | 4       |
| 2020–21      | «Сент-Луїс Блюз»    | НХЛ          | 40               | 8                | 13               | 21               | 20               | 4       | 0       | 0       | 0       | 0       |
| 2021–22      | «Сіетл Кракен»      | НХЛ          | 37               | 8                | 15               | 23               | 14               | —       | —       | —       | —       | —       |
| 2022–23      | «Сіетл Кракен»      | НХЛ          | 71               | 21               | 19               | 40               | 22               | 14      | 5       | 5       | 10      | 2       |
| 2023–24      | «Сіетл Кракен»      | НХЛ          | 62               | 13               | 17               | 30               | 24               | —       | —       | —       | —       | —       |
| Усього в НХЛ | Усього в НХЛ        | Усього в НХЛ | 730              | 196              | 282              | 478              | 213              | 102     | 31      | 33      | 64      | 18      |

### Збірна
| Рік                | Команда            | Турнір             | Місце              | І  | Г | П  | О  | ШХ |
| ------------------ | ------------------ | ------------------ | ------------------ | -- | - | -- | -- | -- |
| 2009               | Канада Захід       | Ю17                | 1                  | 6  | 2 | 4  | 6  | 2  |
| 2009               | Канада             | МІГ Ю18            | 1                  | 4  | 0 | 4  | 4  | 0  |
| 2011               | Канада             | МЧС                | 2                  | 2  | 1 | 2  | 3  | 0  |
| 2012               | Канада             | МЧС                | 3                  | 6  | 2 | 3  | 5  | 4  |
| 2018               | Канада             | ЧС                 | 4-е                | 8  | 0 | 4  | 4  | 0  |
| Молодіжна збірна   | Молодіжна збірна   | Молодіжна збірна   | Молодіжна збірна   | 18 | 7 | 11 | 18 | 6  |
| Національна збірна | Національна збірна | Національна збірна | Національна збірна | 8  | 0 | 4  | 4  | 0  |